# Малинино (Куйбышевский район)
Мали́нино — деревня в Куйбышевском районе Новосибирской области. Входит в состав Куйбышевского сельсовета.

## География
Площадь деревни — 58 гектаров.

## История
В 1926 году деревня состояла из 100 хозяйств, основное население — русские. В административном отношении являлся центром Малининского сельсовета Барабинского района Барабинского округа Сибирского края.

## Население
| 1926 | 2002 | 2007 | 2010 |
| ---- | ---- | ---- | ---- |
| 520  | ↘105 | ↗124 | ↘82  |

## Инфраструктура
В деревне по данным на 2007 год функционируют 1 учреждение здравоохранения и 1 учреждение образования.